# Ólafía Jóhannsdóttir
Ólafía Jóhannsdóttir, född 1863, död 1924, var en isländsk författare och feminist.
Hon övertog 1899, tillsammans med Jarþrúður Jónsdóttir, den feministiska kvinnotidningen Framsókn, Islands första kvinnotidning, från Sigríður Þorsteinsdóttir and Ingibjörg Skaptadóttir. 